# Dalian Professional FC
Dalian Professional FC är en professionell fotbollsklubb i Kina. Klubben bildades 20 september 2009, och tog plats i Chinese Super League inför säsongen 2012. Laget spelar på Jinzhoustadion i Dalian, Liaoning.